# Enrico Orfei
Enrico Orfei (Orvieto, 23 de outubro de 1800 - Ravenna, 22 de dezembro de 1870) foi um cardeal italiano do século XIX.

## Biografia
Nasceu em Orvieto em 23 de outubro de 1800. Filho de Giuseppe (Bonaventura) Orfei e Colomba Duranti, ambos originários de Bagnoregio.
Estudou no Seminário de Orivieto; no Colégio Jesuíta de Orvieto, onde estudou teologia dogmática e moral; e na Universidade de Perugia, onde obteve o doutorado in utroque iuris , tanto em direito civil quanto canônico, em 15 de novembro de 1832.
Ordenado em 20 de dezembro de 1823. Cônego da colegiada de Ss. Andrea e Bartolomeo, Orvieto, 1831. Chamberlain d'onore in abito paonazzo, 1 de junho de 1831. Referendário prelado e relator da SC do Bom Governo, 7 de março de 1833. Delegado apostólico de Benevento, 1834-1837. Comissário apostólico da Santa Casa de Loreto, 1838-1841. Delegado Apostólico em Ancona, 1842-1843. Secretário da comissão cardinalícia do Archhospital S. Spirito in Sassia , Roma, 1845; comendador do hospital, 1846-1848. Secretário da SC da Visita Apostólica. Prelado doméstico de Sua Santidade.
Eleito bispo de Cesena, 11 de setembro de 1848. Consagrado, 17 de setembro de 1848, igreja do Espírito Santo em Sassia, Roma, pelo cardeal Vincenzo Macchi, coadjuvado por Girolamo D'Andrea, arcebispo titular de Melitene, secretário da SC do Concílio , e por Domenico Lucciardi, arcebispo titular de Damasco, secretário da SC de Bispos e Regulares. Assistente do Trono Pontifício, 3 de outubro de 1848.
Criado cardeal sacerdote no consistório de 15 de março de 1858; recebeu o gorro vermelho e o título de S. Balbina, em 18 de março de 1858. Promovido à sé metropolitana de Ravena, em 23 de março de 1860. Participou do Concílio Vaticano I, 1869-1870.
Morreu em Ravena em 22 de dezembro de 1870. Exposto na catedral metropolitana de Ravenna e enterrado no oratório público, Villa detta Casemurate, Ravenna.